# Parasaissetia nigra
Parasaissetia nigra är en insektsart som först beskrevs av Nietner 1861.  Parasaissetia nigra ingår i släktet Parasaissetia och familjen skålsköldlöss. Inga underarter finns listade i Catalogue of Life.